# Hóp nhỏ
Hóp nhỏ hay hóp, trúc (danh pháp hai phần: Bambusa tuldoides) là một loài thực vật có hoa trong họ Hòa thảo. Loài này được Munro mô tả khoa học đầu tiên năm 1868.

## Hình ảnh

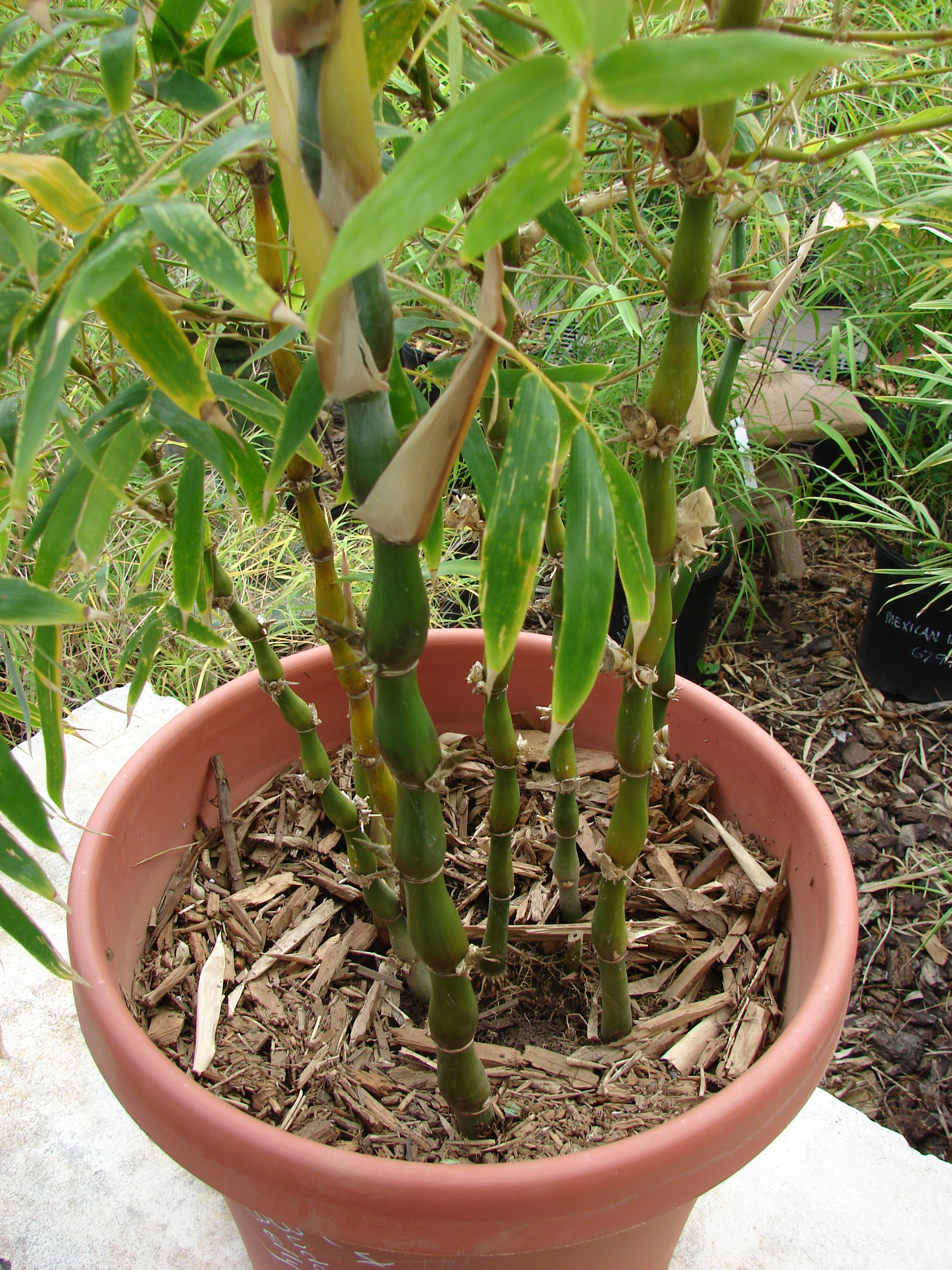